# Rudi Poljanšek
Rudi Poljanšek, slovenski harmonikar, * 13. januar 1953, Srednja vas pri Kamniku, † 17. maj 2024.
Rudi Poljanšek zavzema glavni prostor v zasedbi ansambla Bratov Poljanšek. Prihaja iz Tuhinjske doline, iz Srednje vasi. 
Je drugi potomec družine, v kateri je sedem bratov in ena sestra, takoj za starejšim bratom Danilom Poljanškom, ki je tudi član Ansabla bratov Poljanšek.